# زلكوفا مفرضة
زلكوفا مفرضة (الاسم العلمي: Zelkova crenata) هو نوع من النباتات يتبع جنس الزلكوفا من فصيلة الدردارية.